# Szolovej
A Szolovej (angol átiratban: Solovey, ciril betűkkel: Соловей, magyarul: Csalogány) a Go A ukrán együttes dala, mellyel Ukrajnát képviselték volna a 2020-as Eurovíziós Dalfesztiválon, Rotterdamban. A dal 2020. február 22-én, az ukrán nemzeti döntő, a Vidbir alatt megszerzett győzelemmel érdemelte ki a dalversenyen való indulás jogát.

## Eurovíziós Dalfesztivál
2020. január 20-án vált hivatalossá, hogy az együttes alábbi dala is bekerült a Vidbir című ukrán Eurovíziós nemzeti döntő mezőnyébe. A dalt hivatalosan február 4-én publikálták. Az ukrán nemzeti döntő keretein belül először február 8-án az első elődöntőben adták elő, amikor a zsűrinél harmadik, a nézőknél pedig második helyen végeztek, így 13 ponttal a második helyen jutottak tovább a február 22-én megrendezett döntőbe. A döntőben ők nyerték el az indulás jogát, ahol a zsűri és a nézői szavazatok együttese alakította ki a végeredményt. Előbbinél és utóbbinál is az első helyen végeztek, így összesen 12 ponttal nyerték meg a döntőt.
Az Eurovíziós Dalfesztiválon a dalt az előzetes sorsolás alapján először a május 12-i első elődöntő második felében adták volna elő, azonban március 18-án az Európai Műsorsugárzók Uniója bejelentette, hogy 2020-ban nem tudják megrendezni a versenyt a COVID–19-koronavírus-világjárvány miatt. Az ukrán műsorsugárzó jóvoltából az együttes lehetőséget kapott az ország képviseletére a következő évben, a Shum című dallal.

## Külső hivatkozások
- Dalszöveg (ciril betűkkel). Genius Lyrics
- Dalszöveg (latin betűkkel). Genius Lyrics
- A dal előadása az ukrán döntőben. YouTube-videó, Eurovision Song Contest, 2020. február 22.